# قطعنامه ۱۳۲۶ شورای امنیت
قطعنامه ۱۳۲۶ شورای امنیت سازمان ملل متحد که در تاریخ ۳۱ اکتبر ۲۰۰۰ تصویب شد، سندی بین‌المللی دربارهٔ پذیرش اعضای تازه در سازمان ملل: جمهوری فدرال یوگسلاوی است. این قطعنامه طی نشست ۴۲۱۵ام تصویب شد.